# Хипоксична хипоксија
Хипоксична хипоксија је један од облика хипоксије који настаје као последица недовољног засићења хемоглобина артеријске крви кисеоником, најчешће због његове недовољне количине у плућима. Она може настати нпр. код блокаде дисајних путева (утапање), одређених плућних болести или код висинске болести, када је условљена смањеним парцијалним притиском кисеоника у удахнутом ваздуху на великим висинама.

## Етиологија
Хипоксична хипоксија може настати због:
- Блокада дисајних путева, након повреда и других механичких запушења уста и носа или стазања дисајних путева,[2]нпр. утапање, дављење.
- Недостатка кисеоника у удахнутом ваздуху, због смањења парцијалног притиска кисеоника у околини (велика надморска висина изнад 3.048 m ).[3]
- У току инцидената у рудницима и подземним јамама,
- У подводним активностима (роњењење на дах, неисправна ронилачка опрема)
- Нарушена плућна функција или респираторна опструкција код пацијената који болују од хроничних опструктивних плућних болести, неуромускуларних болести или интерстицијалних плућних болести.

| Болести пућа у којима је један од главних поремећаја може бити хипоксична хипоксија |           |            |             |
| Емфизем                                                                             | Бронхитис | Пнеумонија | Туберкулоза |

## Патофизиологија
Недовољна количине кисеоника у хипоксичној хипоксији, праћена је падом парцијалног притиска кисеоника у удахнутом ваздуху, и има за последицу смањење оксигенације хемоглобина у плућним капиларима. Код овог поремећаја у свим етапама транспорта кисеоника у организму његове вредности су смањене, или значајно су ниже од физиолошких, наведених у доњој табели.
Концентрација гасова у ваздуху и крви
| Гас           | Ваздух атмосфера — алвеоле (парцијални притисак у кРа) | Крв артерије — вене (парцијални притисак у кРа) |
| ------------- | ------------------------------------------------------ | ----------------------------------------------- |
| Кисеоник      | 20,6 — 13,5 (158) — (158)                              | 12.5 — 5,3 (95) — (40)                          |
| Угљен-диоксид | 0.04 — 5,3 (0,3) — (40)                                | 5,3 — 6,1 (40) — (46)                           |
| Азот          | 79,6 — 76,2 (597) — (572)                              | 76,2 — 76,2 (572) — (572)                       |
| Водена пара   | 0,7 — 6,3 (5) — (47)                                   | 6,3 — 6,3 (47) — (47)                           |

Механизми заштите и адаптације
Хипоксична хипоксија, активира читав низ интегрисаних физиолошких промена које у организма имају за циљ да повећају снабдевање ткива кисеоником. Најизраженије промене су у оним деловима тела који су директно повезани са испоруком кисеоника (а то су кардиоваскуларни и респираторни систем), али ове промене се вероватно јављају и у свим системима органанизма.
Временом, низ промена у организму могу произвести стање физиолошке адаптације, познато под називом „аклиматизација" које дозвољава нпр. човеку да на висини, на којој је аклиматизован, постигне максималну ефикасност сопствених радних, умних и физичких могућности. Још важније, са медицинске тачке гледања, је чињеница што код правилно аклиматизоване особе и поред дејства хипоксичне хипоксије, изостаје појава висинске болести.
Индивидуалне (генски) одређене карактеристике
Осетљивост појединаца на хипоксичну хипоксију највероватније је, генетски одређена, и строго је индивидуална карактеристика сваке особе, али може бити и модификован од стране;
- стимулатора метаболизма (као што су кофеин и какаоа),
- респираторних стимулатора (као што је прогестерон),
- респираторних депресора (као што је алкохол или лекове за спавање)
- Разних других фактора.

## Клиничка слика
Клиничком сликом хипоксичне хипоксије доминирају следећи знаци и симптоми:
- Цијаноза
- Главобоља
- Еуфорија, поспаност
- Продужено време реакције
- Поремећај оштрине вида
- Оштећење вида
- Светлуцање у очима или вртоглавица
- Трнци у рукама и прстима

## Терапија
Лечење хипоскичне хипоксије се заснива на:
- Удисању медицинског кисеоника,
- Уклањању механичких препрека у дисајним путевима,
- Хитној употреби кисеоничке маске током летења на великим висинама и/или боравка у атмосфери са сниженим парцијалним притиском кисоника
- Лечењу плућних болести